# تبادل السجناء

تبادل السجناء هو اتفاق بين دولتين لاستكمال السجناء الحكم القضائي بوطنهم وخاضع هذا الاتفاق إلى شروط عدة أهمها رغبة السجين، وعدم الحكم عليه بالمؤبد، موافقة وزارة العدل لدولة.

## اتفاقيات تبادل السجناء
هناك بعض الاتفاقيات بين الدول لتبادل السجناء بشكل دوري من بينها:
- اتفاقية دول مجلس التعاون الخليجي[1]

## الروابط الخارجية
1. ↑  تطبيق قرار تبادل السجناء بين دول مجلس التعاون خلال شهرين، اليوم السعودية. نسخة محفوظة 10 مارس 2016 على موقع واي باك مشين.